# Ramsdorf (метеорит)
Ramsdorf — метеорит-хондрит весом 6877 грамм. Упал на территории федеральной земли Германии Северный Рейн-Вестфалия 26 июля 1958 года. Состоял из двух осколков массой 4682 и 2195 грамм.
Один из наиболее массивных осколков метеорита был украден у его владельца.